# Bematistes salvini
Bematistes salvini är en fjärilsart som beskrevs av Butler 1895. Bematistes salvini ingår i släktet Bematistes och familjen praktfjärilar. Inga underarter finns listade i Catalogue of Life.